# Pescara Calcio 1975-1976
Questa voce raccoglie le informazioni riguardanti il Pescara Calcio nelle competizioni ufficiali della stagione 1975-1976.

## Rosa
| N. |                   | Ruolo | Calciatore           |
| -- | ----------------- | ----- | -------------------- |
|    | Italia (bandiera) | D     | Giuliano Andreuzza   |
|    | Italia (bandiera) | A     | Walter Berardi       |
|    | Italia (bandiera) | A     | Umberto Catarci      |
|    | Italia (bandiera) | A     | Romolo Ciardella     |
|    | Italia (bandiera) | C     | Fausto Daolio        |
|    | Italia (bandiera) | D     | Gianfranco De Marchi |
|    | Italia (bandiera) | D     | Salvatore Di Somma   |
|    | Italia (bandiera) | D     | Eraldo Mancin        |
|    | Italia (bandiera) | A     | Fabio Marchini       |
|    | Italia (bandiera) | D     | Gianfranco Motta     |

| N. |                   | Ruolo | Calciatore        |
| -- | ----------------- | ----- | ----------------- |
|    | Italia (bandiera) | A     | Bortolo Mutti     |
|    | Italia (bandiera) | C     | Bruno Nobili      |
|    | Italia (bandiera) | P     | Massimo Piloni    |
|    | Italia (bandiera) | A     | Andrea Prunecchi  |
|    | Italia (bandiera) | C     | Giorgio Repetto   |
|    | Italia (bandiera) | D     | Franco Rosati     |
|    | Italia (bandiera) | D     | Matteo Santucci   |
|    | Italia (bandiera) | C     | Franco Tripodi    |
|    | Italia (bandiera) | P     | Giuseppe Ventura  |
|    | Italia (bandiera) | C     | Vincenzo Zucchini |

## Risultati

### Serie B

#### Girone di andata
| 28 settembre 1975 1ª giornata | Pescara | 0 – 0 | Brescia |  |

| 5 ottobre 1975 2ª giornata | SPAL | 3 – 0 | Pescara |  |

| 12 ottobre 1975 3ª giornata | Pescara | 0 – 0 | Palermo |  |

| 19 ottobre 1975 4ª giornata | Brindisi | 0 – 0 | Pescara |  |

| 26 ottobre 1975 5ª giornata | Pescara | 2 – 1 | Piacenza |  |

| 2 novembre 1975 6ª giornata | Sambenedettese | 1 – 0 | Pescara |  |

| 9 novembre 1975 7ª giornata | Pescara | 1 – 0 | Novara |  |

| 16 novembre 1975 8ª giornata | Pescara | 1 – 2 | Catanzaro |  |

| 23 novembre 1975 9ª giornata | Varese | 0 – 1 | Pescara |  |

| 30 novembre 1975 10ª giornata | Pescara | 0 – 0 | Atalanta |  |

| 7 dicembre 1975 11ª giornata | Lanerossi Vicenza | 2 – 0 | Pescara |  |

| 14 dicembre 1975 12ª giornata | Ternana | 1 – 1 | Pescara |  |

| 21 dicembre 1975 13ª giornata | Pescara | 1 – 0 | Taranto |  |

| 4 gennaio 1976 14ª giornata | Avellino | 0 – 2 | Pescara |  |

| 11 gennaio 1976 15ª giornata | Pescara | 2 – 1 | Foggia |  |

| 18 gennaio 1976 16ª giornata | Genoa | 1 – 1 | Pescara |  |

| 25 gennaio 1976 17ª giornata | Pescara | 2 – 1 | Modena |  |

| 1º febbraio 1976 18ª giornata | Reggiana | 2 – 2 | Pescara |  |

| 8 febbraio 1976 19ª giornata | Pescara | 1 – 1 | Catania |  |

#### Girone di ritorno
| 15 febbraio 1976 20ª giornata | Brescia | 2 – 2 | Pescara |  |

| 22 febbraio 1976 21ª giornata | Pescara | 0 – 0 | SPAL |  |

| 29 febbraio 1976 22ª giornata | Palermo | 0 – 0 | Pescara |  |

| 7 marzo 1976 23ª giornata | Pescara | 1 – 0 | Brindisi |  |

| 14 marzo 1976 24ª giornata | Piacenza | 2 – 0 | Pescara |  |

| 21 marzo 1976 25ª giornata | Pescara | 0 – 1 | Sambenedettese |  |

| 28 marzo 1976 26ª giornata | Novara | 0 – 0 | Pescara |  |

| 4 aprile 1976 27ª giornata | Catanzaro | 2 – 0 | Pescara |  |

| 11 aprile 1976 28ª giornata | Pescara | 0 – 2 | Varese |  |

| 18 aprile 1976 29ª giornata | Atalanta | 2 – 0 | Pescara |  |

| 25 aprile 1976 30ª giornata | Pescara | 1 – 0 | Lanerossi Vicenza |  |

| 2 maggio 1976 31ª giornata | Pescara | 1 – 0 | Ternana |  |

| 9 maggio 1976 32ª giornata | Taranto | 0 – 0 | Pescara |  |

| 16 maggio 1976 33ª giornata | Pescara | 1 – 0 | Avellino |  |

| 23 maggio 1976 34ª giornata | Foggia | 1 – 0 | Pescara |  |

| 30 maggio 1976 35ª giornata | Pescara | 0 – 2 | Genoa |  |

| 6 giugno 1976 36ª giornata | Modena | 1 – 0 | Pescara |  |

| 13 giugno 1976 37ª giornata | Pescara | 1 – 0 | Reggiana |  |

| 20 giugno 1976 38ª giornata | Catania | 1 – 1 | Pescara |  |

## Statistiche

### Statistiche di squadra
| Competizione | Punti | In casa | In casa | In casa | In casa | In casa | In casa | In trasferta | In trasferta | In trasferta | In trasferta | In trasferta | In trasferta | Totale | Totale | Totale | Totale | Totale | Totale | DR  |
| Competizione | Punti | G       | V       | N       | P       | Gf      | Gs      | G            | V            | N            | P            | Gf           | Gs           | G      | V      | N      | P      | Gf     | Gs     | DR  |
| ------------ | ----- | ------- | ------- | ------- | ------- | ------- | ------- | ------------ | ------------ | ------------ | ------------ | ------------ | ------------ | ------ | ------ | ------ | ------ | ------ | ------ | --- |
| Serie B      | 38    | 19      | 10      | 5       | 4       | 15      | 11      | 19           | 2            | 9            | 8            | 10           | 21           | 38     | 12     | 14     | 12     | 25     | 32     | -7  |
| Coppa Italia | 2     | 2       | 0       | 1       | 1       | 2       | 3       | 2            | 0            | 1            | 1            | 2            | 6            | 4      | 0      | 2      | 2      | 4      | 9      | -5  |
| Totale       |       | 21      | 10      | 6       | 5       | 17      | 14      | 21           | 2            | 10           | 9            | 12           | 27           | 42     | 12     | 16     | 14     | 29     | 41     | -12 |

### Statistiche dei giocatori
| Giocatore    | Serie B  | Serie B | Serie B     | Serie B    | Coppa Italia | Coppa Italia | Coppa Italia | Coppa Italia | Totale   | Totale | Totale      | Totale     |
| Giocatore    | Presenze | Reti    | Ammonizioni | Espulsioni | Presenze     | Reti         | Ammonizioni  | Espulsioni   | Presenze | Reti   | Ammonizioni | Espulsioni |
| ------------ | -------- | ------- | ----------- | ---------- | ------------ | ------------ | ------------ | ------------ | -------- | ------ | ----------- | ---------- |
| G. Andreuzza | 38       | 0       | ?           | ?          | ?            | ?            | ?            | ?            | 38+      | 0+     | ?           | ?          |
| W. Berardi   | 16       | 0       | ?           | ?          | ?            | ?            | ?            | ?            | 16+      | 0+     | ?           | ?          |
| U. Catarci   | 3        | 1       | ?           | ?          | ?            | ?            | ?            | ?            | 3+       | 1+     | ?           | ?          |
| R. Ciardella | 2        | 0       | ?           | ?          | ?            | ?            | ?            | ?            | 2+       | 0+     | ?           | ?          |
| F. Daolio    | 36       | 0       | ?           | ?          | ?            | ?            | ?            | ?            | 36+      | 0+     | ?           | ?          |
| G. De Marchi | 19       | 0       | ?           | ?          | ?            | ?            | ?            | ?            | 19+      | 0+     | ?           | ?          |
| S. Di Somma  | 30       | 2       | ?           | ?          | ?            | ?            | ?            | ?            | 30+      | 2+     | ?           | ?          |
| E. Mancin    | 10       | 0       | ?           | ?          | ?            | ?            | ?            | ?            | 10+      | 0+     | ?           | ?          |
| F. Marchini  | 4        | 0       | ?           | ?          | ?            | ?            | ?            | ?            | 4+       | 0+     | ?           | ?          |
| G. Motta     | 28       | 0       | ?           | ?          | ?            | ?            | ?            | ?            | 28+      | 0+     | ?           | ?          |
| B. Mutti     | 33       | 6       | ?           | ?          | ?            | ?            | ?            | ?            | 33+      | 6+     | ?           | ?          |
| B. Nobili    | 36       | 2       | ?           | ?          | ?            | ?            | ?            | ?            | 36+      | 2+     | ?           | ?          |
| M. Piloni    | 37       | -30     | ?           | ?          | ?            | ?            | ?            | ?            | 37+      | -30+   | ?           | ?          |
| A. Prunecchi | 29       | 2       | ?           | ?          | ?            | ?            | ?            | ?            | 29+      | 2+     | ?           | ?          |
| G. Repetto   | 36       | 2       | ?           | ?          | ?            | ?            | ?            | ?            | 36+      | 2+     | ?           | ?          |
| F. Rosati    | 23       | 1       | ?           | ?          | ?            | ?            | ?            | ?            | 23+      | 1+     | ?           | ?          |
| M. Santucci  | 23       | 2       | ?           | ?          | ?            | ?            | ?            | ?            | 23+      | 2+     | ?           | ?          |
| F. Tripodi   | 6        | 0       | ?           | ?          | ?            | ?            | ?            | ?            | 6+       | 0+     | ?           | ?          |
| G. Ventura   | 1        | -2      | ?           | ?          | ?            | ?            | ?            | ?            | 1+       | -2+    | ?           | ?          |
| V. Zucchini  | 34       | 4       | ?           | ?          | ?            | ?            | ?            | ?            | 34+      | 4+     | ?           | ?          |